# Mauro Pagani
Mauro Pagani (Chiari, 5 de febrero de 1946) es un músico y cantautor italiano.

## Trayectoria artística
Músico multiinstrumentista, también productor, ha formado parte del grupo Premiata Forneria Marconi y ha colaborado con muchos otros autores y músicos como Fabrizio De André, Gianna Nannini, Ornella Vanoni, Roberto Vecchioni, Massimo Ranieri y Luciano Ligabue.
Su estilo de canción de autor transita por el rock, pasando por el blues y por la música étnica de raíz arábiga, balcánica y medio-oriental. Pagani es autor de música de películas.

## Discografía

### Discos
- 1978 - Mauro Pagani (álbum)
- 1979 - Rock and Roll Exhibition
- 1981 - Sogno di una notte d'estate (album)|Sogno di una notte d'estate (espectáculo teatral)
- 1991 - Passa la bellezza
- 2003 - Domani
- 2004 - Creuza de mä

### Música de películas
- 1983 - Sogno di una notte d'estate - film de Gabriele Salvatores
- 1984 - Signore e signori - film de Tonino Pulci
- 1987 - Dolce assenza - film de Claudio Sestieri
- 1988 - Topo Galileo (con Fabrizio De André) - film de Francesco Laudadio
- 1992 - Puerto escondido - film de Gabriele Salvatores
- 1997 - In barca a vela contromano - film de Stefano Reali
- 1997 - Nirvana - film de Gabriele Salvatores
- 2002 - La sfera di Lasifer (dibujos animados)
- 2003 - I magicanti e i tre elementi (dibujos animados)